# 마이비 (음악 그룹)
마이비는 2015년에 데뷔해 1년반 동안 활동한 마루기획의 6인조 걸그룹이다.
멤버
- 이유정 : 해체 후 아이돌학교 출연. 2019년 홀리데이에서 하루라는 예명으로 재데뷔 확정.
- 전희주 : 해체 후 2019년 홀리데이에서 희주라는 이름으로 재데뷔 확정.
- 최문희 : 해체 후 2017년 보너스베이비로 재데뷔.
- 강지원
- 이린하
- 정하윤